# Irineo de Tropaion
Irineo de Tropaion (em grego:  Ειρηναίος; 28 de agosto de 1966, Santa Catarina) é um bispo-auxiliar para o Sul do Brasil, desde 2025, da Arquidiocese Ortodoxa Grega de Buenos Aires e América do Sul (Patriarcado Ecumênico de Constantinopla).

## Biografia
Nascido católico romano, iniciou sua caminhada em direção ao catolicismo ortodoxo em 1997. Três anos depois, a pedido do então Vigário Geral do Brasil, Mons. Nectário, foi para a Grécia estudar a língua, teologia e aprofundar-se na cultura grega.
Em 07 e 09 de setembro de 2001 foi, respectivamente, ordenado diácono e presbítero pelo Eparca Dom Jeremias de Aspendos  da Eparquia Ortodoxa Ucrania (Patriarcado Ecumênico de Constantinopla).
No dia 20 de dezembro de 2003, Dom Irineo foi consagrado Monge, recebendo o nome religioso de Pe. Pavlos.
Em 13 de junho de 2008 foi transferido, a pedido do Metropolita Dom Tarasios Antonopoulos e com concordância de Dom Jeremias para a Arquidiocese Ortodoxa Grega de Buenos Aires. Entre 2008 e 2010, cursou o Mestrado em História na Universidade do Estado de Santa Catarina (UDESC). Posteriormente, entre 2010 e 2013, concluiu o Doutorado em História pela Universidade Federal de Santa Catarina (UFSC), tendo como tema a imigração de famílias ortodoxas para o Sul do Brasil.
Exerceu seu ministério sacerdotal nas Paróquias de Canoas, São José e Porto Alegre até ser nomeado Reitor Paroquial da Igreja Ortodoxa Grega São Nicolau, em 15 de março de 2011. Sua posse canônica ocorreu em 03 de abril de 2011, durante a Divina Liturgia presidida pelo Revmo. Pe. Lucas Chypriades, Vigário Geral do Brasil, que representava oficialmente o Arcebispo Dom Tarasios.
No dia 31 de março de 2013, deixou a comunidade de Florianópolis para prosseguir com o seu Pós-doutorado em História pela Universidade Federal do Paraná (UFPR), com bolsa CAPES, concluído em 2017.
Em 2018, foi nomeado Reitor Paroquial da Igreja Ortodoxa Grega São Savas, em Curitiba.
No dia 27 de novembro de 2022, foi elevado ao grau de Arquimandrita, recebendo o novo nome de Irineo, sendo designado Vigário Arquidiocesano para o Sul do Brasil e membro da Equipe Arquidiocesana de Educação. Em 2024, terminou o seu segundo pós-doutorado pela Pontifícia Universidade Católica do Paraná, com bolsa CNPq, na área de Teologia, tendo como tema a iconografia bizantina.
No dia 10 de janeiro de 2025, o Sacro e Santo Sínodo do Patriarcado Ecumênico o elegeu por unanimidade Bispo de Tropaion e Auxiliar da Arquidiocese de Buenos Aires e América do Sul, para o Brasil. Sua ordenação episcopal se deu em 08 de março de 2025, na cidade de Brasília no Sacro Templo da Igreja Ortodoxa Grega da Anunciação da Theotokos. Seus Bispos consagrantes foram: o Metropolita Dom Iosif Bosch, o Arcebispo Dom Nectário Anthidonos (Patriarcado de Jerusalém), o Eparca Dom Jeremias de Aspendos e o Bispo Dom Gregório de Abidos.